# Београдски карневал бродова
Београдски карневал бродова као манифестација има циљ да промовише реке Саву и Дунав, чије ушће, заједно са Великим ратним острвом чини целину по којој је Београд препознатљив. Циљ ове манифестације је осим популаризације река и обала, и подизање атмосфере у Београду, како његовим становницаима, тако и туристима. Ова манифестација треба да помогне циљу промоције Београда као туристичког одредишта, развој наутичког туризма и да утиче на развој привреде и повећање инвестиција на рекама.